# Šuhei Terada
Šuhei Terada (japonsko 寺田 周平), japonski nogometaš, * 23. junij 1975.
Za japonsko reprezentanco je odigral 6 uradnih tekem.